# いかさま師 (ラ・トゥールの絵画)

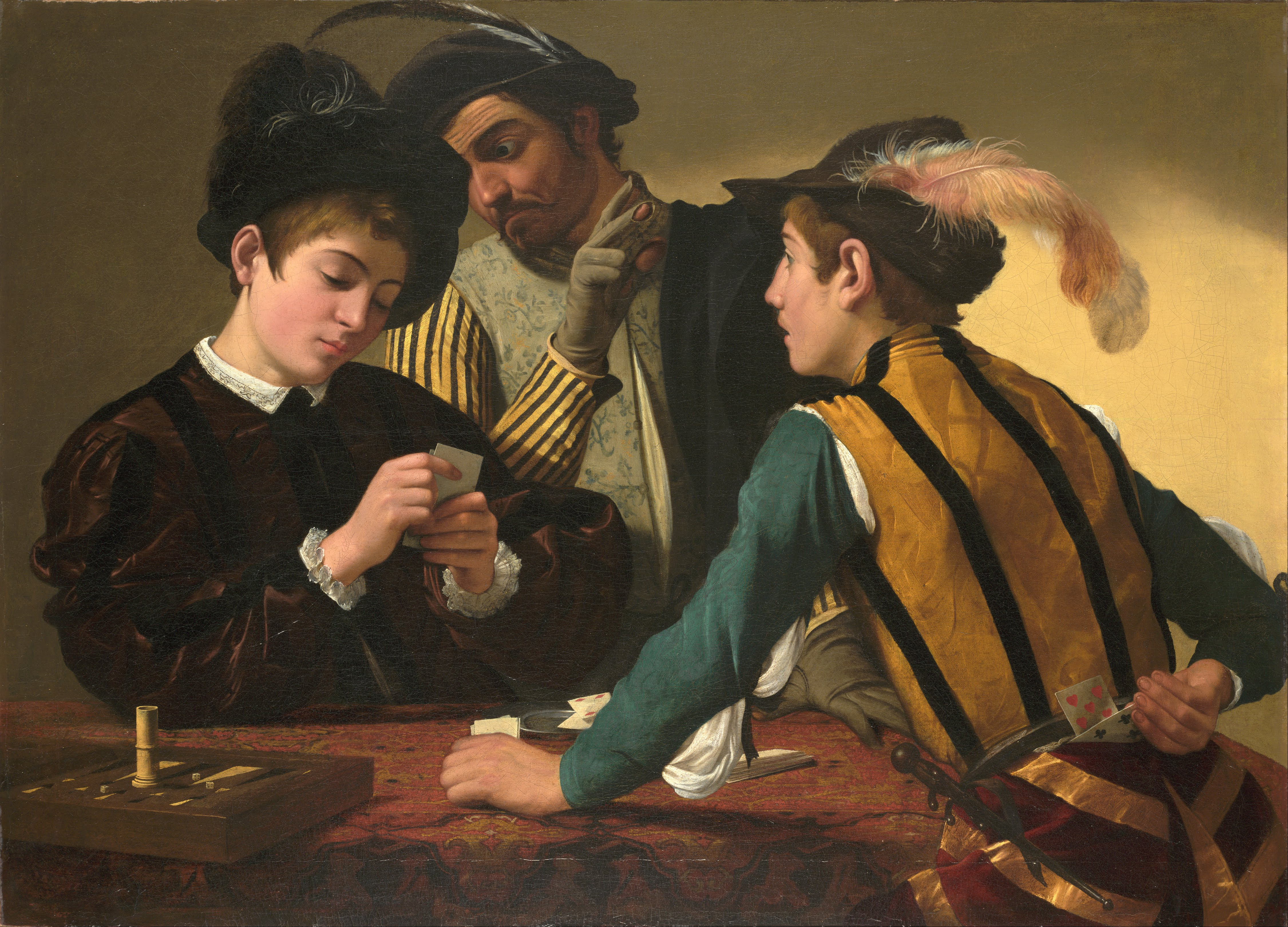
カラヴァッジョ『トランプ詐欺師』、1594年頃、キンベル美術館、テキサス州、フォートワース

『いかさま師』（いかさまし）は、フランス17世紀の巨匠ジョルジュ・ド・ラ・トゥールによるキャンバス上の油彩画で、2点のヴァージョンがある。1636-1638年に制作された『ダイヤのエースを持ついかさま師』（ダイヤのエースをもついかさまし、仏: Le Tricheur à l'as de carreau, 英: The Card Sharp with the Ace of Diamonds）は、パリのルーヴル美術館に所蔵されている。一方、1630-1634年に制作された『クラブのエースを持ついかさま師』（クラブのエースをもついかさまし、仏: Le Tricheur à l'as de trèfle, 英: The Card Sharp with the Ace of Clubs）は、テキサス州フォートワースにあるキンベル美術館に所蔵されている。

## 歴史
ルーヴル美術館にある『いかさま師』は元来、フランスの世界的なテニス選手であったピエール・ランドリーが1926年に古美術商から購入したものである。彼は早くも1923年にフランスのナント美術館にあった『ヴィエル弾き』をラ・トゥールの作品だと見なした初期の目利きであった。ピエール・ランドリー所有の『いかさま師』は、1931年にラ・トゥールの研究者であったヘルマン・フォスがラ・トゥールの作品であると認定した。当時、ラ・トゥールの作品リストに入っていた作品はすべて夜の情景を描いたものであり、昼の情景を描いたこの作品はそれらとは作風が非常に異なっていたが、いかさま師たちが策を弄しているテーブルの下に「ゲオルギウス・ド・ラ・トゥール」という署名がはっきりと入っていたのである。
一方、1934年に美術史家シャルル・ステルランは、当時スイスのジュネーヴにもう１点の『いかさま師』があると指摘した。これを機に、両作品は並べて展示され、画中の左端にいる男性が持つトランプのカードの違いによって、ピエール・ランドリーのヴァージョンは『ダイヤのエースを持ついかさま師』、スイスのヴァージョンは『クラブのエースを持ついかさま師』と呼ばれて区別されるようになった。前者は1972年にピエール・ランドリーからルーヴル美術館に譲渡され、後者は1981年に米国テキサス州フォートワースにあるキンベル美術館に購入された。

## 作品
『いかさま師』の主題は、イタリアのバロック期の巨匠カラヴァッジョの『トランプ詐欺師』(キンベル美術館) に先例を見出すことができ、「世間知らずで欲深な若者に、世間ずれした悪賢い人々が勝つという物悲しい教訓」が示されている。遊女たちのもとで金を浪費した、旧約聖書にある放蕩息子の寓話を示唆しているのかもしれない。
画面に描かれているのは、17世紀のヨーロッパにおいて３つの最大の悪徳とされた「賭博」、「飲酒」、「淫蕩」である。テーブルの左側にいる３人は、この悪徳を象徴している。すなわちダイヤのエース、またはクラブのエースのカードを隠し持っている左端の男性は「賭博」を、その右横にいる、ワイングラスを手にしている横顔の女性は「飲酒」を象徴している。そして、宝石と豪華な衣装で着飾っている正面向きの女性は胸を大きくはだけた襟元から娼婦であることがわかり、「淫蕩」を象徴している。この3人は、右端にいる青年を3つの悪徳に引きずり込もうとしている。娼婦の女性は横顔の女性に目配せをし、横顔の女性は左端の男性に目配せをしている。そして、右端の青年は今、金をだまし取られようとしている。
構図的には人物たちは大胆に配置され、ほとんど幾何学的に浮かび上がって見える。また、女性の頭部も「ダチョウの卵」のような幾何学的な形をしている。なお、女性たちの身に着けている衣装は17世紀のロレーヌで流行したものであるという見方もある。